# Harry Baweja
Harry Baweja (ur. 1956) – indyjski reżyser z Mumbaju realizujący od 1994 roku filmy w języku hindi. Jego syn Harman Baweja debiutuje w 2008  w jego filmie  Love Story 2050. Znany z kopiowania w indyjskiej wersji filmów Hollywoodu, np. Qayamat (The Rock z Nicolasem Cage'em), Main Aisa Hi Hoon (I Am Sam z Seanem Peanem).

## Wybrana filmografia
| Nazwa filmu       | Rok  | Obsada                                                |
| ----------------- | ---- | ----------------------------------------------------- |
| Dilwale           | 1994 | Ajay Devgan, Sunil Shetty, Raveena Tandon             |
| Imtihaan          | 1995 | Sunny Deol, Saif Ali Khan, Raveena Tandon             |
| Diljale           | 1996 | Ajay Devgan, Sonali Bendre, Madhoo, Amrish Puri       |
| Deewane           | 2000 | Ajay Devgan, Urmila Matondkar, Mahima Chaudhary       |
| Qayamat           | 2003 | Ajay Devgan, Sunil Shetty, Sanjay Kapoor, Arbaaz Khan |
| Main Aisa Hi Hoon | 2005 | Ajay Devgan, Sushmita Sen, Esha Deol, Anupam Kher     |
| Love Story 2050   | 2008 | Priyanka Chopra, Harman Baweja                        |